# Gualeguay
Gualeguay ou mieux San Antonio de Gualeguay est une ville de la province d'Entre Ríos, en Argentine, et le chef-lieu du département de Gualeguay. Elle est bâtie à une altitude de 15 mètres, sur les rives du Río Gualeguay, affluent de la branche Paraná Pavon du Río Paraná.

## Histoire
Elle fut fondée en 1782 par Tomás de Rocamora, qui la baptisa Villa de San Antonio de Gualeguay, en l'honneur de saint Antoine de Padoue.

## Population
Sa population s'élevait à 39 035 habitants en 2001, en hausse de 28,45 % par rapport à 1991.

## Personnalités liées à la ville
- Jorge Burruchaga (1962-), ancien footballeur professionnel, champion du Monde en 1986

## Tourisme
La ville est connue pour son carnaval qui attire les touristes aux mois de janvier et février.